# Haruya Fujii
Haruya Fujii (藤井 陽也 Fujii Haruya?, Kasugai, Aichi, 26 de diciembre de 2000) es un futbolista japonés que juega como defensa en el Nagoya Grampus de la J1 League.

## Trayectoria
En 2018 se unió al Nagoya Grampus.

## Selección nacional
El 1 de enero de 2024 hizo su debut con la selección de Japón en un amistoso ante Tailandia que ganaron por cinco a cero.

## Clubes
| Club                    | País    | Año       |
| ----------------------- | ------- | --------- |
| Nagoya Grampus          | Japón   | 2018-2024 |
| K. V. Kortrijk (cedido) | Bélgica | 2024      |
| K. V. Kortrijk          | Bélgica | 2024-2025 |
| Nagoya Grampus          | Japón   | 2025-     |

## Palmarés

### Títulos nacionales
| Título         | Club           | País  | Año  |
| -------------- | -------------- | ----- | ---- |
| Copa J. League | Nagoya Grampus | Japón | 2021 |